# Maurizio Micheli
Maurizio Micheli (Livorno, 3 febbraio 1947) è un attore, comico e commediografo italiano.

## Biografia
Nato a Livorno e cresciuto a Bari, si è diplomato alla scuola del Piccolo Teatro di Milano e successivamente laureato al D.A.M.S. dell'Università di Bologna con Luigi Squarzina. Debutta al Teatro-cabaret Il Refettorio di Milano con Madre scoraggio di Franco Nebbia. Ha lavorato al Piccolo Teatro di Milano con Patrice Chéreau e al Teatro Stabile dell'Aquila con Aldo Trionfo. Dal 1972 ha scritto e interpretato dieci spettacoli tra cui il più noto è Mi voleva Strehler (1978), un "One man show" scritto con Umberto Simonetta e accompagnato al pianoforte da Giovanni Del Giudice (ancora in scena con all'attivo più di mille repliche e rappresentato anche a Parigi con il titolo Strehler voulait me voir). Ha partecipato a numerosi varietà televisivi (A tutto gag, Chewing-gum show, Al Paradise, ecc.) spesso con la regia di Antonello Falqui, dove ha creato personaggi popolari prevalentemente di estrazione pugliese che lo hanno reso noto al grande pubblico: il pazzo innamorato della brunetta dei Ricchi e Poveri; Dino de Nitis, Disc-Jockey di Radio Bitonto Libera; la signora Anna Rosa di Fonzo in arte Susy; l'avvocato Rocco Tarocco del foro di Trani (quest'ultimo all'interno del Fantastico di Adriano Celentano del 1987-1988), e altri.

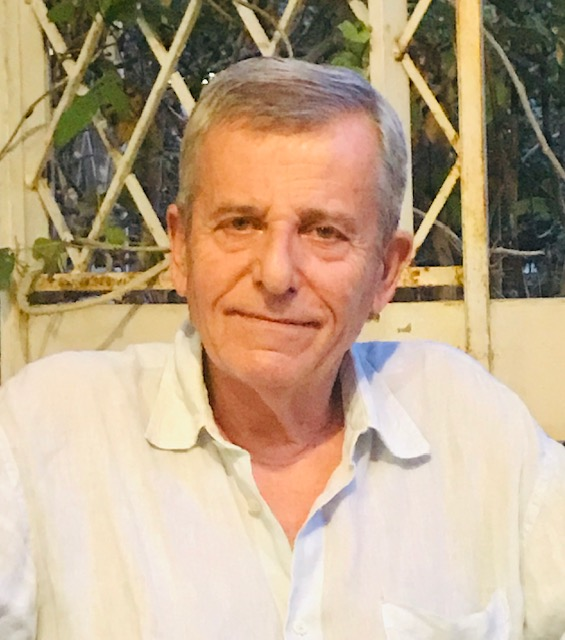
Maurizio Micheli nel 2020

Nel 1976 recita nel film Allegro non troppo di Bruno Bozzetto e nell'anno successivo partecipa al varietà televisivo Scuola serale per aspiranti italiani. Sul grande schermo Micheli ha lavorato con Sergio Corbucci (Sono un fenomeno paranormale del 1985, Rimini Rimini e Roba da ricchi del 1987) e con Steno (Mani di fata del 1983, Animali metropolitani del 1987) ma è con Il commissario Lo Gatto (1986) di Dino Risi che diviene molto popolare. Dall'autunno del 1992 al giugno del 1993 ha condotto su Canale 5 Il delitto è servito, un quiz ispirato al gioco Cluedo, trasmesso il venerdì in seconda serata e successivamente il sabato. Scopo del gioco era quello di scoprire per ciascuna puntata il colpevole tra sei indiziati, attraverso domande e spezzoni di un breve sceneggiato interpretato dagli stessi, fino alla rivelazione dell'autore dell'omicidio.
Parallelamente ha continuato la sua attività teatrale iniziata nel 1970. Sono da ricordare, fra gli altri L'opera dello sghignazzo di Dario Fo, Buonanotte Bettina, con Benedicta Boccoli, Un paio d'ali di Garinei e Giovannini, La presidentessa, con Sabrina Ferilli, Il letto ovale, con Barbara D'Urso. Nel 1996 ha pubblicato la sua autobiografia, Sciambagne!: l'insolito titolo deriva da una scena del film Rimini Rimini in cui da squattrinato cabarettista, tenta di sedurre la ricca vedova Laura Antonelli cantando proprio la canzone di Peppino Di Capri. Il 27 dicembre 1999 ha ricevuto dal presidente Carlo Azeglio Ciampi l'onorificenza di Ufficiale-Ordine al Merito della Repubblica Italiana.
Nel 2002 ha pubblicato il romanzo Garibaldi amore mio, edito da Baldini Castoldi Dalai, dal quale è stata poi tratta una commedia per la stagione teatrale 2003-2004 con la produzione del Teatro Franco Parenti di Milano. Al Teatro Verdi di Trieste, con Elena Rossi e per la regia di Maurizio Nichetti nel 2007 è La Gaffe in Il paese dei campanelli, con Silvia Dalla Benetta; nel 2008 è Petit-Gris in Cin Ci La, di cui esiste una registrazione in CD e DVD distribuita per la Kikko Music. Nella stagione teatrale 2010-2011, ha portato in tournée in tutta Italia lo spettacolo Italiani si nasce (e noi lo nacquimo) in coppia con l'attore comico Tullio Solenghi, un'esilarante satira sull'unità d'Italia. Per tutto il 2015 e 2016 è impegnato con Sabrina Ferilli e Pino Quartullo nella commedia Signori... le paté de la maison, tratta da le Prénom (Cena tra amici) di Matthieu Delaporte e Alexandre De La Patellière. Nel 2024 è al cinema, diretto da Marco Risi, nel film Il punto di rugiada.

## Vita privata
È divorziato dall'attrice Daniela Nobili, con cui ha avuto un figlio, Guido. Dal 1998 ha una relazione con l'attrice e showgirl Benedicta Boccoli. È ateo.

## Filmografia

### Cinema
- Allegro non troppo, regia di Bruno Bozzetto (1976)
- Hotel Locarno, regia di Bernard Weber (1978)
- La terrazza, regia di Ettore Scola (1979)
- Café Express, regia di Nanni Loy (1980)
- I carabbinieri, regia di Francesco Massaro (1981)
- Teste di quoio, regia di Giorgio Capitani (1981)
- Testa o croce, regia di Nanni Loy (1982)
- Mani di fata, regia di Steno (1983)
- Ladies & Gentlemen, regia di Tonino Pulci (1984)
- Sono un fenomeno paranormale, regia di Sergio Corbucci (1985)
- Il commissario Lo Gatto, regia di Dino Risi (1986)
- Animali metropolitani, regia di Steno (1987)
- Roba da ricchi, regia di Sergio Corbucci (1987)
- Rimini Rimini, regia di Sergio Corbucci (1987)
- Rimini Rimini - Un anno dopo, regia di Bruno Corbucci (1988)
- Saint Tropez - Saint Tropez, regia di Castellano e Pipolo (1992)
- Cucciolo, regia di Neri Parenti (1998)
- Amor nello specchio, regia di Salvatore Maira (1999)
- L'estate di mio fratello, regia di Pietro Reggiani (2005)
- Commediasexi, regia di Alessandro D'Alatri (2006)
- Valzer, regia di Salvatore Maira (2007)
- Un'estate al mare, regia di Carlo Vanzina (2008)
- L'uomo nero, regia di Sergio Rubini (2009)
- Ti stimo fratello, regia di Giovanni Vernia e Paolo Uzzi (2012)
- Pazze di me, regia di Fausto Brizzi (2013)
- Quo vado?, regia di Gennaro Nunziante (2016)
- I fratelli De Filippo, regia di Sergio Rubini (2021)
- Il punto di rugiada, regia di Marco Risi (2024)

### Televisione
- Nel mondo di Alice di Lewis Carroll, regia di Guido Stagnaro – miniserie TV (1974)
- Al Cavallino Bianco di Ralph Benatzky, regia di Vito Molinari – operetta televisiva Rai (1974)
- Chi?, regia di Giancarlo Nicotra, con Pippo Baudo e Alberto Lupo – spettacolo abbinato alla Lotteria Italia (Rete 1, 1976)
- Scuola serale per aspiranti italiani di Dino Verde, regia di Enzo Trapani, con Anna Mazzamauro, Orazio Orlando, Gianni Agus, Arnoldo Foà, Jenny Tamburi  – programma televisivo (Rete 1, 1977)
- Il superspia, regia di Eros Macchi – miniserie TV (1977)
- Uffa, domani è lunedì, regia di Giancarlo Nicotra, con Enzo Cerusico, Maria Teresa Martino (Rete 1, 1978)
- A tutto gag, regia di Romolo Siena, con Sydne Rome, Massimo Boldi, Daniele Formica, Simona Marchini, Gastone Pescucci (Rete 2, 1979)
- Ma ce l'avete un cuore? di Enrico Vaime e Paola Pascolini, regia di Salvatore Baldazzi, con Paola Tedesco, Alessandra Panelli, Gianfranco D'Angelo, Carmen Russo  (Rete 1, 1980)
- Studio '80, regia di Antonello Falqui, con Christian De Sica, Leopoldo Mastelloni, Nadia Cassini  (Rete 1, 1980)
- Due di tutto di Carla Vistarini e Stefano Jurgens, regia di Enzo Trapani, con Diego Abatantuono, Gigi Proietti, Renzo Arbore, Franca Valeri  (Rete 2, 1981)
- Chewing gum show di Maurizio Micheli, regia di Giancarlo Nicotra, con Patrizia Pellegrino, Mirko Setaro, Ugo Frisoli (Rai Due, 1983)
- Benedetta & company di Alfredo Angeli, regia di Alfredo Angeli, con Catherine Spaak e Corinne Cléry  (1983)
- Al Paradise, seconda edizione di Maurizio Micheli, regia di Antonello Falqui, con Oreste Lionello, Milva, Heather Parisi (Rai Uno, 1984)
- W le donne di Maurizio Micheli, regia di Romolo Siena, con Amanda Lear e Andrea Giordana (Rete 4, 1985-1986)
- Grand Hotel di Maurizio Micheli e Umberto Simonetta, regia di Giancarlo Nicotra, con Gigi e Andrea, Carmen Russo, Paolo Villaggio, Franco & Ciccio (Canale 5, 1985-1986)
- Fantastico di Castellano e Pipolo, regia di Luigi Bonori, con Adriano Celentano, Heather Parisi, Massimo Boldi e Marisa Laurito – spettacolo abbinato alla Lotteria Italia (Rai Uno, 1987-1988)
- Cinema che follia! di Maurizio Micheli, regia di Antonello Falqui, con Daniele Formica e Iris Peynado  (Rai Due, 1988)
- Il delitto è servito (Canale 5, 1992-1993)
- Gran Casinò, regia di Bruno Corbucci, con Lino Banfi, Gian Fabio Bosco, Ramona Badescu e Rossella Brescia (Rai Uno, 1995)
- Techetechete' (Rai 1, 2015) – puntata 66

### Doppiatore
- Michael Kitchen in La commedia degli errori (Antifolo di Efeso e Antifolo di Siracusa, ridoppiaggio)
- Robert Bathurst in Downton Abbey
- Il gatto in Pinocchio (2012) – direzione del doppiaggio, Guido Micheli

## Teatro
- Patria e mammà, scritto e interpretato (1974)
- Giovinezza addio!, scritto e interpretato (1975)
- Magic Modern Macbett, scritto e interpretato (1975)
- Mi voleva Strehler, scritto con Umberto Simonetta e interpretato (1978)
- C'era un sacco di gente, soprattutto giovani di Umberto Simonetta (1979)
- Né bello né dannato, scritto e interpretato (1980)
- L'opera dello sghignazzo di Dario Fo (1981)
- Nudo e senza meta, scritto e interpretato (1984)
- Il contrabbasso di Patrick Süskind, regia di Marco Risi, presentato al Festival di Spoleto (1985)
- In America lo fanno da anni, scritto con Umberto Simonetta (1988)
- Romance Romance, regia di Luigi Squarzina (1989)
- L'ultimo degli amanti focosi di Neil Simon (1991)
- Disposto a tutto, scritto con Enrico Vaime (1992)
- Cantando cantando, scritto e interpretato, regia di Gianni Fenzi (1993)
- Buonanotte Bettina di Garinei e Giovannini, regia di Gianni Fenzi (1994)
- Un paio d'ali di Garinei e Giovannini, regia Pietro Garinei (1996)
- Un mandarino per Teo di Garinei e Giovannini, regia di Gino Landi (1998)
- Polvere di stelle, adattamento di Maurizio Micheli dal film di Alberto Sordi, regia di Marco Mattolini (2000)
- Anfitrione di Plauto, regia di Michele Mirabella (2001)
- Le pillole di Ercole di Maurice Hennequin e Paul Bilhaud, regia di Maurizio Nichetti (2002)
- Garibaldi amore mio, scritto e interpretato, regia di Michele Mirabella (2004)
- La presidentessa, regia di Gigi Proietti (2005)
- Il letto ovale di Ray Cooney e John Chapman, regia di Gino Landi (2007)
- Il paese dei campanelli, regia di Maurizio Nichetti (2007)
- Cin Ci La, regia di Maurizio Nichetti (2008)
- Italiani si nasce e noi lo nacquimo, scritto e interpretato, regia di Marcello Cotugno (2009)
- Il marito scornato (Georges Dandin) di Molière, regia di Alberto Gagnarli (2011), con Benedicta Boccoli
- L'apparenza inganna, da Francis Veber, scritto e interpretato con Tullio Solenghi (2012)
- Anche nelle migliori famiglie, scritto e interpretato da Maurizio Micheli, regia di Federico Vigorito (2012)
- Un coperto in più di Maurizio Costanzo, regia di Gianfelice Imparato (2015)
- Uomo solo in fila, monologo scritto e interpretato da Maurizio Micheli regia di Luca Sandri (2016)
- Il più brutto weekend della nostra vita di Norm Foster, regia di Maurizio Micheli (2017)
- Tempi nuovi, testo e regia di Cristina Comencini (2019)
- Su con la vita, testo e regia di Maurizio Micheli (2020)[5][6]

## Riconoscimenti
- Ciak d'oro
  - 1987 – Candidatura al miglior attore non protagonista per Il commissario Lo Gatto